# Lunataspis aurora
Il lunataspide (Lunataspis aurora) è un artropode estinto, appartenente agli xifosuri. Visse nell'Ordoviciano superiore (circa 445 milioni di anni fa) e i suoi resti fossili sono stati ritrovati in Canada (Manitoba). È considerato il più antico degli xifosuri, rappresentati attualmente dal limulo.

## Descrizione
Questo animale era vagamente simile a un odierno limulo, ma possedeva alcune caratteristiche ben distinte dalle forme attuali. Lunataspis era caratterizzato dalla fusione delle tergiti dell'opistosoma in due scleriti; era presente un largo mesoma composto da sei-sette segmenti fusi fra loro, seguiti da uno stretto metasoma di tre segmenti ridotti. Lunataspis possedeva anche uno scudo prosomale grande e di forma crescente, che portava due occhi composti in posizione laterale retti da due piccole creste oftalmiche ai lati di un basso lobo cardiaco. La coda (telson) era carenata e di forma lanceolata.

## Classificazione
I fossili di Lunataspis sono stati ritrovati in un lagerstätte nel Manitoba settentrionale in sedimenti marini di acque basse e sono stati descritti per la prima volta nel 2008. Questo animale è molto più antico rispetto alla linea evolutiva nota come "sinzifosuridi" (Synziphosurida), che comprende animali come Weinbergina, Bunodes e Palaeoniscus, ed è invece molto simile ai limuli più evoluti; ciò indica che le principali caratteristiche del piano corporeo altamente conservativo degli xifosuri si sviluppò all'inizio del Paleozoico, in un periodo molto più antico di quanto sospettato in precedenza.

## Paleobiologia
I fossili di Lunataspis sono stati ritrovati in sedimenti marini e si suppone che questo animale vivesse lungo le coste di un antico oceano, proprio come i limuli attuali; Lunataspis è quindi importante anche perché stabilisce il più antico ritrovamento di questa associazione ecologica ancora attuale.